# Czech Creek
Czech Creek är ett vattendrag i Antarktis. Det ligger i Sydshetlandsöarna. Argentina, Chile och Storbritannien gör anspråk på området.